# Morinda officinalis
Morinda officinalis är en måreväxtart som beskrevs av Foon Chew How. Morinda officinalis ingår i släktet Morinda och familjen måreväxter. Inga underarter finns listade i Catalogue of Life.